# Lygodactylus howelli
Lygodactylus howelli là một loài thằn lằn trong họ Gekkonidae. Loài này được Pasteur & Broadley mô tả khoa học đầu tiên năm 1988.